# Kenny Werner
Kenny Werner (Brooklyn, 1951. november 19. –) amerikai dzsesszzongorista, zongorapedagógus, zeneszerző.

## Pályakép

### A kezdetek
Gyerekként klasszikus zongorát tanult. 11 éves korában már televíziós felvétel készült vele. A középiskola és a főiskola első évei alatt a Manhattan School of Musicot látogatta. Az improvizációra való hajlama vezette a Berklee College of Musicra 1970-ben, itt ismerte meg első zongora- és szellemi mentorát, Madame Chaloffot. 
Ezután Brazíliába utazott a szaxofonista Victor Assis Brasillel. Itt találkozott ennek ikertestvérével, a zongorista Joao Assis Brasillel. Madame Chaloff és Joao hatására írta meg Effortless Mastery című könyvét.

### A karrier
1981-ben megalakította saját trióját Tom Rainey dobossal és Ratzo Harris basszusgitárossal. A Kenny Werner Trio 14 év alatt ért be, amerikai és európai koncerteken, közben négy albumot vettek fel.
Az 1980-as években a The Thad Jones/Mel Lewis Orchestra (mai nevén Village Vanguard Orchestra) zongoristája volt. E dzsesszzenekar számára szerezte első műveit, majd európai együtteseknek is írt.
Tizenhét évig játszott együtt Toots Thielemansszel, közös albumot vettek fel, ami Wernernek Grammy-jelölést hozott.
Húsz évig a Broadway-sztár Betty Buckley zenei igazgatója volt. Hat albumot jelentettek meg együtt.
Negyven éves együttműködése van Joe Lovanóval.
2000-ben triót alakított  Ari Hoenig dobossal és Johannes Weidenmueller basszusgitárossal.
1996-ban könyvet írt Effortless Mastery – Liberating the Master Musician Within címmel a zene pszichológiai vonatkozásáról.

## Lemezei
- 1977 Bix Beiderbecke, Duke Ellington, George Gershwin, James P. Johnson műveiből
- 1979 Timing (1978)
- 1981 Beyond the Forest of Mirkwood
- 1990 Introducing the Trio
- 1990 Uncovered Heart
- 1992 Press Enter
- 1994 Concord Duo Series Volume Ten
- 1994 Copenhagen Calypso
- 1994 Gu-Ru
- 1994 Kenny Werner at Maybeck
- 1995 Live at Visiones
- 1995 Meditations
- 1998 A Delicate Balance
- 1998 Unprotected Music
- 2000 Beauty Secrets
- 2001 Form and Fantasy, Vol. 1
- 2001 Toots Thielemans & Kenny Werner
- 2002 Beat Degeneration: Live, Vol. 2
- 2002 Celebration
- 2003 Naked in the Cosmos
- 2004 Peace
- 2006 Democracy
- 2007 Lawn Chair Society
- 2008 At Ease
- 2008 Play Ballads
- 2008 With a Song in My Heart
- 2009 A Way with Words
- 2009 New York – Love Songs
- 2009 Walden
- 2010 Living Effortless Mastery
- 2010 No Beginning No End
- 2011 Balloons: Live at the Blue Note
- 2011 Institute of Higher Learning
- 2012 Me, Myself & I
- 2013 Celestial Anomaly
- 2013 Collaboration
- 2015 The Melody
- 2017 Animal Crackers
- 2018 The Space

## Díjak
- Grants, National Endowment for the Arts, 1985, '87, '93, '95
- Guggenheim Fellowship, 2010
- Distinguished Artist Award for Composition, New Jersey Council of the Arts, „Kandinsky”

## Fordítás
- Ez a szócikk részben vagy egészben  a   Kenny Werner című angol Wikipédia-szócikk ezen változatának fordításán alapul.  Az eredeti cikk szerkesztőit annak laptörténete sorolja fel. Ez a jelzés csupán a megfogalmazás eredetét és a szerzői jogokat jelzi, nem szolgál a cikkben szereplő információk forrásmegjelöléseként.